# Michel Ungeheuer
Michel Martin Ungeheuer (Lussemburgo, 16 giugno 1890 – Lussemburgo, 9 febbraio 1969) è stato un calciatore lussemburghese, di ruolo centrocampista.